# デジレ
『デジレ』（原題：Désirée）は、1954年制作のアメリカ合衆国の映画。
ナポレオン・ボナパルトの元婚約者・デジレ・クラリーの生涯を描いた映画。
日本でテレビ放映された際のタイトルは『王妃デジレ』。

## あらすじ
1794年、マルセイユの絹商人の娘デジレは、姉のジュリーがコルシカ人のジョゼフ・ボナパルトと結婚したのがきっかけで、彼の弟ナポレオンに恋心を寄せる。
彼を追ってパリへ出たデジレであったが、ナポレオンがジョゼフィーヌという貴族の娘と結婚する事を知る。デジレは失望して自殺しようとしたところを助けたスウェーデン人のベルナドット将軍と結婚、やがて将軍のスウェーデン国王就任と共に王妃となったが、王族たちによる冷遇に耐えかねて、フランスに戻る。
そして、フランス皇帝となっていたナポレオンの敗北と失脚が、デジレを大きく引き寄せて行く。

## キャスト
※括弧内は日本語吹替（初回放送1972年3月26日『日曜洋画劇場』）
- ナポレオン・ボナパルト：マーロン・ブランド（井川比佐志）
- デジレ・クラリー：ジーン・シモンズ（二階堂有希子）
- ジョゼフィーヌ・ド・ボアルネ：マール・オベロン（香椎くに子）
- ジャン＝バティスト・ジュール・ベルナドット→カール14世ヨハン：マイケル・レニー（新田昌玄）
- ジョゼフ・ボナパルト：キャメロン・ミッチェル（細井重之）
- マリー・ジュリー：エリザベス・セラーズ
- ポーリーヌ・ボナパルト：シャーロット・オースティン
- マリア・レティツィア・ボナパルト：キャスリーン・ネスビット
- オスカル：ニコラス・コスター
- ヘートヴィヒ王妃：イーディス・エヴァンソン
- テレーズ・カバリュス：キャロリン・ジョーンズ
- ジョゼフ・フーシェ：サム・ギルマン
- ルイ・ボナパルト：ラリー・クレイン
- カロリーヌ・ボナパルト：ジュディ・レスター
- ソフィア王妃：ドロシー・ニューマン
- シャルル＝モーリス・ド・タレーラン＝ペリゴール：ジョン・ホイト
- マリー・ルイーズ：ヴァイオレット・レンシング
  - 日本語吹替その他：増山江威子、千葉耕市、稲葉まつ子